# Корат (плато)
Кора́т (тайск. ที่ราบสูงโคราช) — плато на северо-востоке Таиланда.
Средняя высота над уровнем моря — около 200 м, при этом площадь Кората составляет около 155 тыс. кв. км. Форма поверхности рельефа — блюдцеобразная, наклоненная к юго-востоку. От Центрального Таиланда плато отделяют хребет Пхетчабун, а от Камбоджи — горы Донгрек.
Территорию плато пересекают притоки Меконга — Мун и Чи. Среднегодовое количество осадков в этой местности составляет 1150 мм.
Плато выделяют в отдельный регион Исан — один из пяти регионов Таиланда.